# Vimin
De heilige Vimin, ook Gwynnin, Wynnia of Vimin van Holywood genoemd, was een Schotse bisschop.
Hij zou geleefd hebben in de 6e eeuw na Christus. Hij stichtte het klooster van Holywood in het Schotse Nithsdale, waaraan hij zijn bekendheid dankt. Zijn geboorte- en sterfjaar zijn niet bekend. Zijn naamdag is op 21 januari.